# Pilisvörösvár
Pilisvörösvár je mesto na Madžarskem, ki upravno spada v podregijo Pilisvörösvári  Županije Pešta.